# アルブレヒト6世 (オーストリア大公)
アルブレヒト6世（Albrecht VI., 1418年12月12日 - 1463年12月2日）は、ハプスブルク家のオーストリア公、後に大公。オーストリア公エルンスト（鉄公）とその2番目の妻ツィンバルカ・マゾヴィエツカの息子で、神聖ローマ皇帝フリードリヒ3世の弟。

## 生涯
1424年に父エルンストが死去すると、叔父フリードリヒ4世が後見人となり、兄フリードリヒとともに所領を相続した。1439年、叔父フリードリヒ4世、および又従兄弟の皇帝アルブレヒト2世が死去。翌1440年、兄フリードリヒがアルブレヒト2世のあとを承けてローマ王となり、アルブレヒト2世の遺児ラディスラウスの後見人となった。1452年に皇帝位についた兄フリードリヒは1457年にラディスラウスが死去すると、ラディスラウスの遺領であるニーダーエスターライヒの領有権を主張し、アルブレヒトはこれに反対した。最終的に翌1458年に兄フリードリヒとの間に取り決めを行い、エンス川以東のニーダーエスターライヒを兄フリードリヒが、エンス川以西のオーバーエスターライヒをアルブレヒトが支配することとなった。
野心家であったアルブレヒトは、1461年6月にニーダーエスターライヒに進軍し、さらに1463年には兄フリードリヒ3世が不在の間にウィーンで暴動を起こさせ、兄の妃エレオノーレと甥マクシミリアンを幽閉した。そして急遽帰還したフリードリヒ3世を城内に入れずに追い払った。しかしほどなく、アルブレヒト6世は死去し（急進な苛政を敷いたため暗殺されたとされる）、フリードリヒ3世はウィーンへ戻ることができた。1452年に結婚したプファルツ選帝侯ルートヴィヒ3世の娘メヒティルトとの間には子供がなかったため、所領はフリードリヒ3世が相続した。